# Aura, Finlanda
Aura este o comună din Finlanda.